# Santa Maria de Martorelles
Santa Maria de Martorelles är en kommun i Spanien.   Den ligger i provinsen Província de Barcelona och regionen Katalonien, i den östra delen av landet, 500 km öster om huvudstaden Madrid. Antalet invånare är 865. Arean är 4,5 kvadratkilometer. Santa Maria de Martorelles gränsar till Alella, Tiana, Sant Fost de Campsentelles, Martorelles, Montornès del Vallès och Vallromanes. 
Terrängen i Santa Maria de Martorelles är kuperad åt sydost, men åt nordväst är den platt.